# Novi Ligure (stacja kolejowa)
Novi Ligure (włoski: Stazione di Novi Ligure) – stacja kolejowa w Novi Ligure, w prowincji Alessandria, w regionie Piemont, we Włoszech. Znajduje się na Piazza Falcone e Borsellino (dawniej znany jako "piazza della stazione"), w pobliżu centrum miasta i na skrzyżowaniu głównych linii.

## Historia

Stacja w 1853

Otwarta w 1850 roku, pierwotna stacja (która istnieje do dziś) został zastąpiona w 1910 roku przez obecny dworzec. Porzucenie starego budynku stało się konieczne wraz z rosnącym znaczeniem stacji, w połączeniu z postępem gospodarczym i przemysłowym miasta. Od 1923 aż do upadku faszyzmu na stacji znajdował się posterunek milicji.

## Obecnie
Jest to węzeł intermodalny (kolej/transport samochodowy) na linii Turyn-Genua i Mediolan-Genua, co czynii stację ważnym węzłem kolejowym, również w obsłudze pracowników i studentów, do trzech stolic regionów i Alessandrii w pobliżu.
Jest ona zarządzana przez Rete Ferroviaria Italiana i posiada kategorię srebrną.
Stacja składa się z trzech sąsiadujących części. W budynku głównym mieści się kasa, poczekalnia, kiosk i bar i sklep tytoniowy. Drugi budynek, położony na lewo od głównego posiada biura, pomieszczenia techniczne i posterunek lokalnej policji. W trzecim budynku (na prawo od głównego budynku) znajduje się toaleta przystosowana dla osób niepełnosprawnych. Ogólnie rzecz biorąc, stacja ma dwa wejścia oprócz trzech bezpośrednich na perony.
Są trzy tort do obsługi pasażerów:
- pierwszy tor obsługuje pociągi na krótkich, średnich i długich dystansach (regionalne, międzyregionalne, intercity) w kierunku Alessandrii i Turynu;
- drugi tro obsługuje pociągi na krótkich, średnich i długich dystansach (regionalne, międzyregionalne, intercity) w kierunku Genui;

- trzeci tor obsługuje pociągi regionalne do Mediolanu.